# Bunty Aur Babli
Bunty Aur Babli (Hindi: बंटी और बब्ली, urdu: بنٹی اور ببلی, tradução: Bunty e Babli) é um filme indiano lançado em 2005 e dirigido pelo indiano de Bollywood Shaad Ali e estrelando Amitabh Bachchan, Abhishek Bachchan e Rani Mukerji. Foi o primeiro filme com Amitabh Bachchan e seu filho Abhishek Bachchan, e com a participação da grande estrela Aishwarya Rai e de Tania Zaetta. Foi um dos maiores hits do ano [1].
O enredo, apesar de ter por base a ideia bastante cativante sobre dois bandidos (muito semelhante ao filme de 1967 Bonnie and Clyde, estrelando Warren Beatty e Faye Dunaway), não contém muita violência. Na verdade cada uma das aventuras de Bunty Babli e são completamente Indianised, como a falsa venda do Taj Mahal.

## Sinopse
Rakesh Trivedi (Abhishek Bachchan) vive em uma pequena aldeia. Seu pai é um bilheteiro de comboio (trem), e deseja que o filho siga sua ocupação também. No entanto, Rakesh tem grandes sonhos, ele está sempre chegando com novos planos de negócio e está convencido de que ele irá ser bem-sucedido um dia. Ele recusa terminantemente qualquer possibilidade de trabalhar em um emprego igual ao do pai.
Vimmi Saluja (Rani Mukerji) é a filha de uma família em Punjabi em outra pequena aldeia, ela gasta suas horas assistindo a filmes e admirando supermodelos, sonhando se tornar Miss Índia um dia.
Um dia, os pais de Vimmi dizem a ela que organizaram seu casamento com um homem jovem com um emprego decente. Ao mesmo tempo, o pai de Rakesh lhe dá um ultimato - se não for para a entrevista para o emprego que o pai providenciou para ele, sai de casa.
Rakesh e Vimmi pegam suas coisas, fogem e esgueiram-se no escuro da noite. Eles se esbarram em uma estação de comboios, e tornam-se amigos depois de perceber que suas histórias são semelhantes. Ambos tentam alcançar os seus sonhos: Vimmi tenta entrar no concurso Miss Índia, mas é expulsa após uma discussão, e Rakesh tenta vender suas ideias em um esquema de investimento, mas um empresário lhe passou para trás. De facto, um homem que conheceu em um restaurante roubou suas ideias e quando ele entra no escritório, o entrevistador diz que alguém antes de ele veio com a mesma ideia [o homem do restaurante]. Eles se apoiam e encorajam um ao outro. E assim, juntos, lutam e superam todas as suas dificuldades.

## Música
A música de Bunty Aur Babli foi escrito por Shankar-Ehsaan-Loy e letras foram fornecidos pelo Gulzar. Há número total de seis canções no filme.
1. "Dhadak Dhadak" - Udit Narayan, Sunidhi Chauhan, Nihira Joshi
2. "Poison Poison Ke" - Sonu Nigam, Mahalaxmi Iyer
3. "Nach Baliye" - Shankar Mahadevan, Sowmya Raoh, Loy Mendonsa
4. "Bunty Aur Babli" - Sukhwinder Singh, Jaspinder Narula, Shankar Mahadevan, Siddharth Mahadevan
5. "BNB" - Blaaze, Shankar Mahadevan, Loy Mendonsa
6. "Kajra Re" - Alisha Chinai, Shankar Mahadevan, Javed Ali

## Prêmios
O filme recebeu sete indicações ao Filmfare Awards, ganhando três prêmios no total. Ele ganhou os prêmios nas categorias de melhor cantora, diretor musical e letrista.
- Melhor Filme - Aditya Chopra
- Melhor Ator - Abhishek Bachchan
- Melhor Atriz - Rani Mukerji
- Best Ator Coadjuvante - Amitabh Bachchan
- Melhor Director Musical - Shankar-Ehsaan-Loy (venceu)
- Best Cantora - Alisha Chinai por "Kajra Re" (venceu)
- Melhor letrista - Gulzar (venceu)
- Star Screen Award Jodi No. 1 - Abhishek Bachchan e Rani Mukherji (venceu)